# Saint-Rome-de-Cernon
Pour les articles homonymes, voir Saint-Rome (homonymie).
Saint-Rome-de-Cernon est une commune française du département de l'Aveyron, en région Occitanie. Elle fait partie de l'ancienne province du Rouergue où le parler traditionnel est l'occitan rouergat. Depuis 1995, la commune fait partie du Parc naturel régional des Grands Causses créé la même année. Saint Rome de Cernon, que l'on traverse par la D 999 reliant Saint Affrique à Millau (ancienne nationale Nîmes Albi), est pourvu de quatre châteaux dont l'un dans le bourg, les autres à Laumière, Monclarat et Mélac, mais aussi de dolmens et de grottes préhistoriques du Néolithique. La commune est traversée par le Cernon, rivière à truites.
Le patrimoine architectural de la commune comprend un immeuble protégé au titre des monuments historiques : le château de Mélac, inscrit en 1992.

## Géographie

### Localisation
Le territoire communal de 3 788 hectares est situé dans la partie méridionale du Massif central. Il s'étend sur un versant du Larzac dans la vallée du Cernon. Son altitude est comprise entre 374 et 856 mètres. L'intersection du 44e parallèle nord et du 3e méridien à l'est de Greenwich se trouve sur le territoire de la commune (voir aussi le Degree Confluence Project).
Saint-Rome-de-Cernon se situe à équivalente distance de Millau et La Cavalerie (16 km) et Saint-Affrique (10 km). À noter enfin que, via l'autoroute A75, la commune n'est qu'à 55 km de Lodėve au Sud, 107 km de Montpellier au Sud-Est, Béziers au Sud-Ouest et 247 km de Clermont-Ferrand au Nord.

### Communes limitrophes
Les communes limitrophes sont  La Bastide-Pradines, Roquefort-sur-Soulzon, Saint-Affrique, Saint-Georges-de-Luzençon, Saint-Rome-de-Tarn et Tournemire.

### Hydrographie

#### Réseau hydrographique

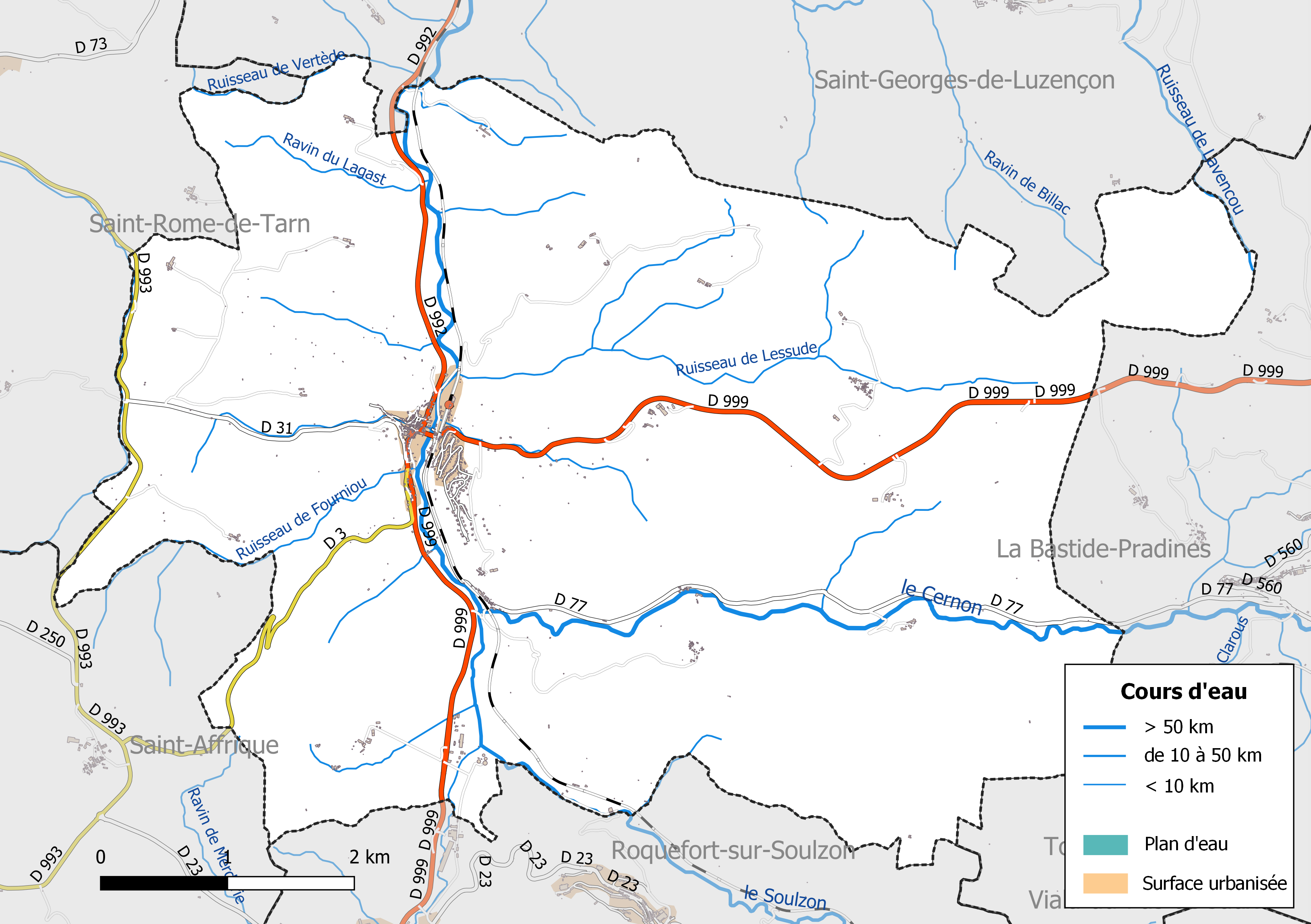
Réseaux hydrographique et routier de Saint-Rome-de-Cernon.

La commune est drainée par le Cernon, le Soulzon, le ruisseau de Lavencou, le ravin du Lagast, le ruisseau de Fourniou, le ruisseau de Lessude, le ruisseau de Vertède et par divers petits cours d'eau.
Le Cernon, d'une longueur totale de 30,4 km, prend sa source dans la commune de Sainte-Eulalie-de-Cernon et se jette  dans le Tarn à Saint-Georges-de-Luzençon, après avoir arrosé 5 communes. Il atteint 15 mètres de large en aval de Saint-Rome-de-Cernon. Ses eaux particulièrement claires, la méfiance des très nombreuses truites sauvages et le couvert végétal dense font du Cernon une rivière à réserver aux pêcheurs confirmés.
Le Soulzon, d'une longueur totale de 10,3 km, prend sa source dans la commune de Saint-Jean-et-Saint-Paul et se jette  dans le Cernon à Saint-Rome-de-Cernon, après avoir arrosé 4 communes.

#### Gestion des cours d'eau
Afin d’atteindre le bon état des eaux imposé par la Directive-cadre sur l'eau du 23 octobre 2000, plusieurs outils de gestion intégrée s’articulent à différentes échelles pour définir et mettre en œuvre un programme d’actions de réhabilitation et de gestion des milieux aquatiques : le SDAGE (Schéma directeur d'aménagement et de gestion des eaux), à l’échelle du bassin hydrographique, et le SAGE (Schéma d'aménagement et de gestion des eaux), à l’échelle locale. Ce dernier fixe les objectifs généraux d’utilisation, de mise en valeur et de protection quantitative et qualitative des ressources en eau superficielle et souterraine. Trois SAGE sont mis en œuvre dans le département de l'Aveyron.
La commune fait partie du SAGE Tarn amont, approuvé le 15 décembre 2015, au sein du SDAGE Adour-Garonne. Le territoire de ce SAGE concerne une partie des bassins du Tarn de l’Aveyron et de l’Agout. Il couvre 69 communes, sur trois départements (Aveyron, Gard et Lozère) et deux régions, pour une superficie de 2 700 km2,. Le pilotage et l’animation du SAGE et du contrat de rivière du Tarn-amont associé sont assurés par le Syndicat mixte du bassin versant du Tarn-amont (SMBVTAM), qualifié de « structure porteuse ». Cet organisme a été créé le 1er avril 2018 et est constitué de neuf communautés de communes.

### Climat
Pour des articles plus généraux, voir Climat de l'Occitanie et Climat de l'Aveyron.
En 2010, le climat de la commune est de type climat méditerranéen altéré, selon une étude s'appuyant sur une série de données couvrant la période 1971-2000. En 2020, Météo-France publie une typologie des climats de la France métropolitaine dans laquelle la commune est exposée à un climat de montagne et est dans la région climatique Sud-est du Massif Central, caractérisée par une pluviométrie annuelle de 1 000 à 1 500 mm, minimale en été, maximale en automne.
Pour la période 1971-2000, la température annuelle moyenne est de 12 °C, avec une amplitude thermique annuelle de 16 °C. Le cumul annuel moyen de précipitations est de 983 mm, avec 10,4 jours de précipitations en janvier et 4,8 jours en juillet. Pour la période 1991-2020, la température moyenne annuelle observée sur la station météorologique la plus proche, située sur la commune de Millau à 13 km à vol d'oiseau, est de 11,2 °C et le cumul annuel moyen de précipitations est de 713,2 mm,. Pour l'avenir, les paramètres climatiques de la commune estimés pour 2050 selon différents scénarios d'émission de gaz à effet de serre sont consultables sur un site dédié publié par Météo-France en novembre 2022.

### Milieux naturels et biodiversité

#### Espaces protégés
La protection réglementaire est le mode d’intervention le plus fort pour préserver des espaces naturels remarquables et leur biodiversité associée.
Dans ce cadre, la commune fait partie d'un espace protégé, le Parc naturel régional des Grands Causses, créé en 1995 et d'une superficie de 327 937 ha, s'étend sur 97 communes. Ce territoire rural habité, reconnu au niveau national pour sa forte valeur patrimoniale et paysagère, s’organise autour d’un projet concerté de développement durable, fondé sur la protection et la valorisation de son patrimoine,,.

#### Sites Natura 2000

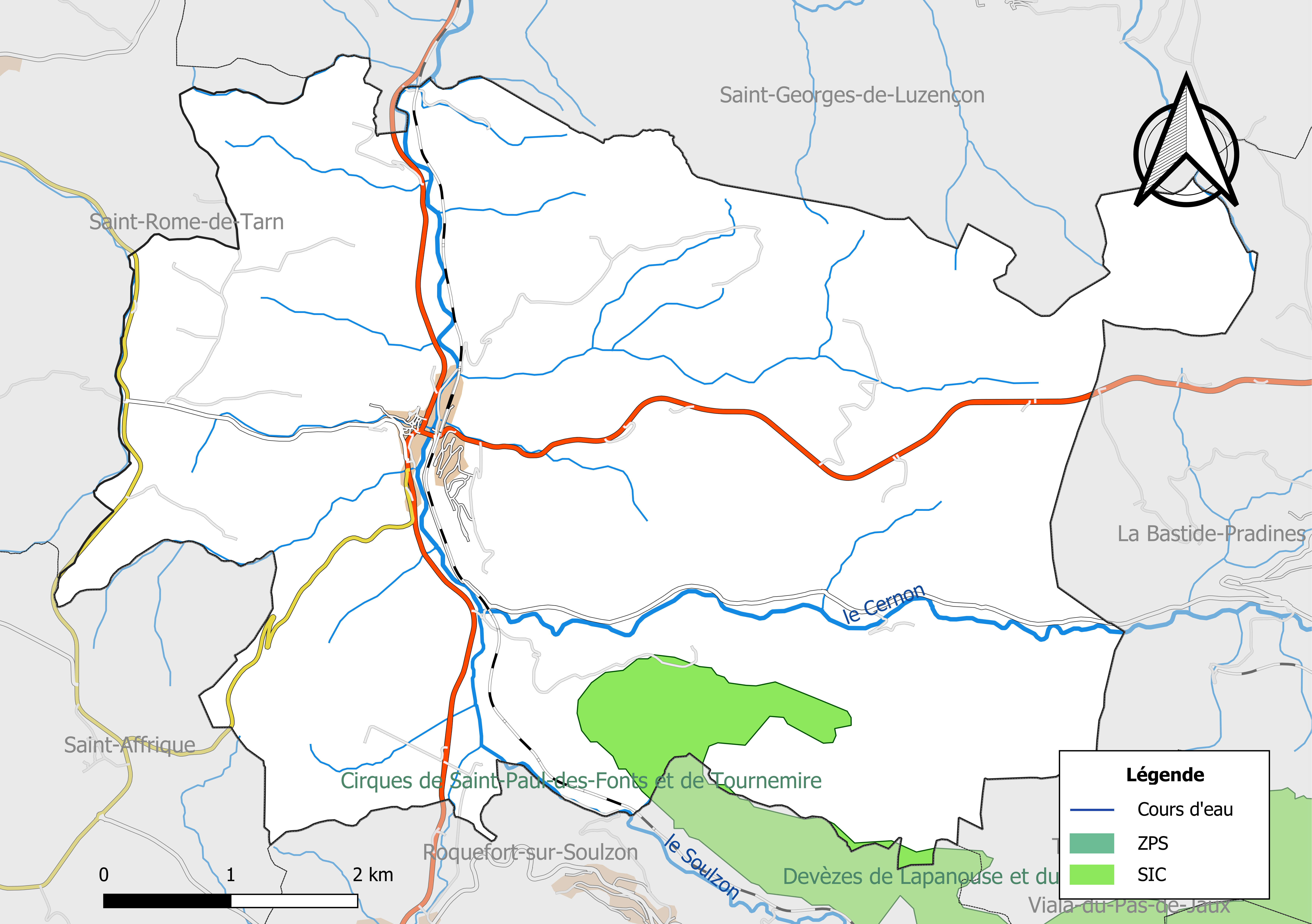
Sites Natura 2000 sur le territoire communal.

Le réseau Natura 2000 est un réseau écologique européen de sites naturels d’intérêt écologique élaboré à partir des Directives « Habitats » et « Oiseaux ». Ce réseau est constitué de Zones spéciales de conservation (ZSC) et de Zones de protection spéciale (ZPS). Dans les zones de ce réseau, les États Membres s'engagent à maintenir dans un état de conservation favorable les types d'habitats et d'espèces concernés, par le biais de mesures réglementaires, administratives ou contractuelles.
Un site Natura 2000 a été défini sur la commune au titre de la « directive Habitats » : 
- Les « Cirques de Saint-Paul-des-Fonts et de Tournemire », d'une superficie de 676 ha, situés bordures sud-ouest du Causse du Larzac, présentent des corniches calcaires et des escarpements rocheux. On y trouve aussi des cavités et des grottes. La cassure avec la bordure du plateau est brutale, le paysage est marqué par un étagement des activités agricoles depuis la vallée jusqu'au plateau : cultures et prairies dans la vallée et l'avant-causse, forêts sur les pentes (chênes pubescents, pins sylvestres), parcours sur le causse[20] ;

#### Zones naturelles d'intérêt écologique, faunistique et floristique
L’inventaire des zones naturelles d'intérêt écologique, faunistique et floristique (ZNIEFF) a pour objectif de réaliser une couverture des zones les plus intéressantes sur le plan écologique, essentiellement dans la perspective d’améliorer la connaissance du patrimoine naturel national et de fournir aux différents décideurs un outil d’aide à la prise en compte de l’environnement dans l’aménagement du territoire.
Le territoire communal de Saint-Rome-de-Cernon comprend trois ZNIEFF de type 1, : 
- les « Cirques de Saint-Paul-Des-Fonts et de Tournemire » (1 189 ha), couvrant 6 communes du département[22] ;
- « Le Cernon entre Saint-Rome et la bastide pradines » (25,10 ha)[23] ;
- le « Puech Long, Auzard et Lebrou » (605,4 ha), couvrant 3 communes du département[24] ;

et trois ZNIEFF de type 2, : 
- le « Causse du Larzac » (50 424 ha), qui s'étend sur 23 communes dont 21 dans l'Aveyron et 2 dans l'Hérault[25] ;
- le « Plateau de Crassous et bois de Laumière » (2 466 ha), qui s'étend sur 5 communes de l'Aveyron[26] ;
- la « Vallée du Tarn, amont » (36 322 ha), qui s'étend sur 57 communes dont 31 dans l'Aveyron, 1 dans la Lozère et 25 dans le Tarn[27].

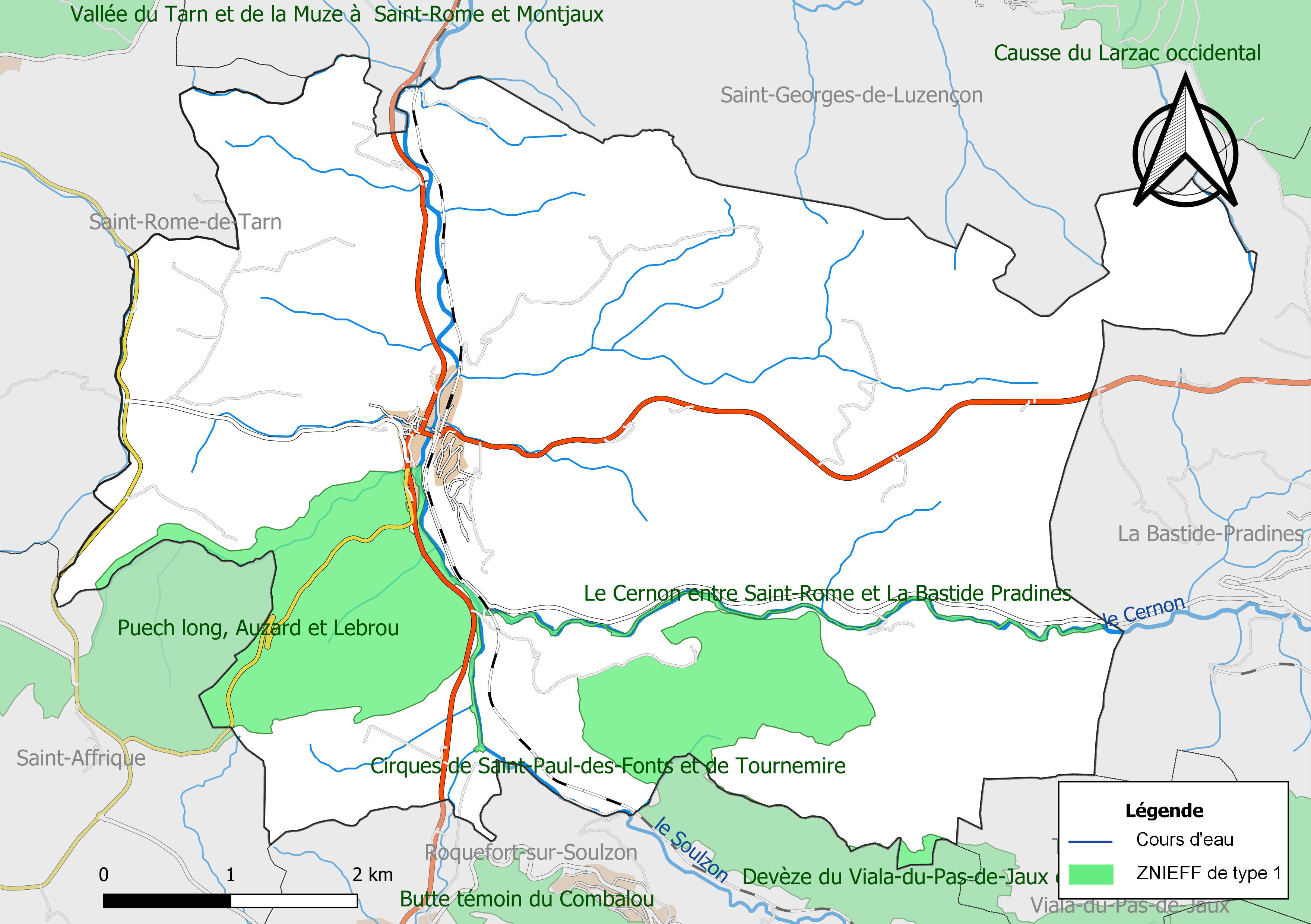
Carte des ZNIEFF de type 1 de la commune.
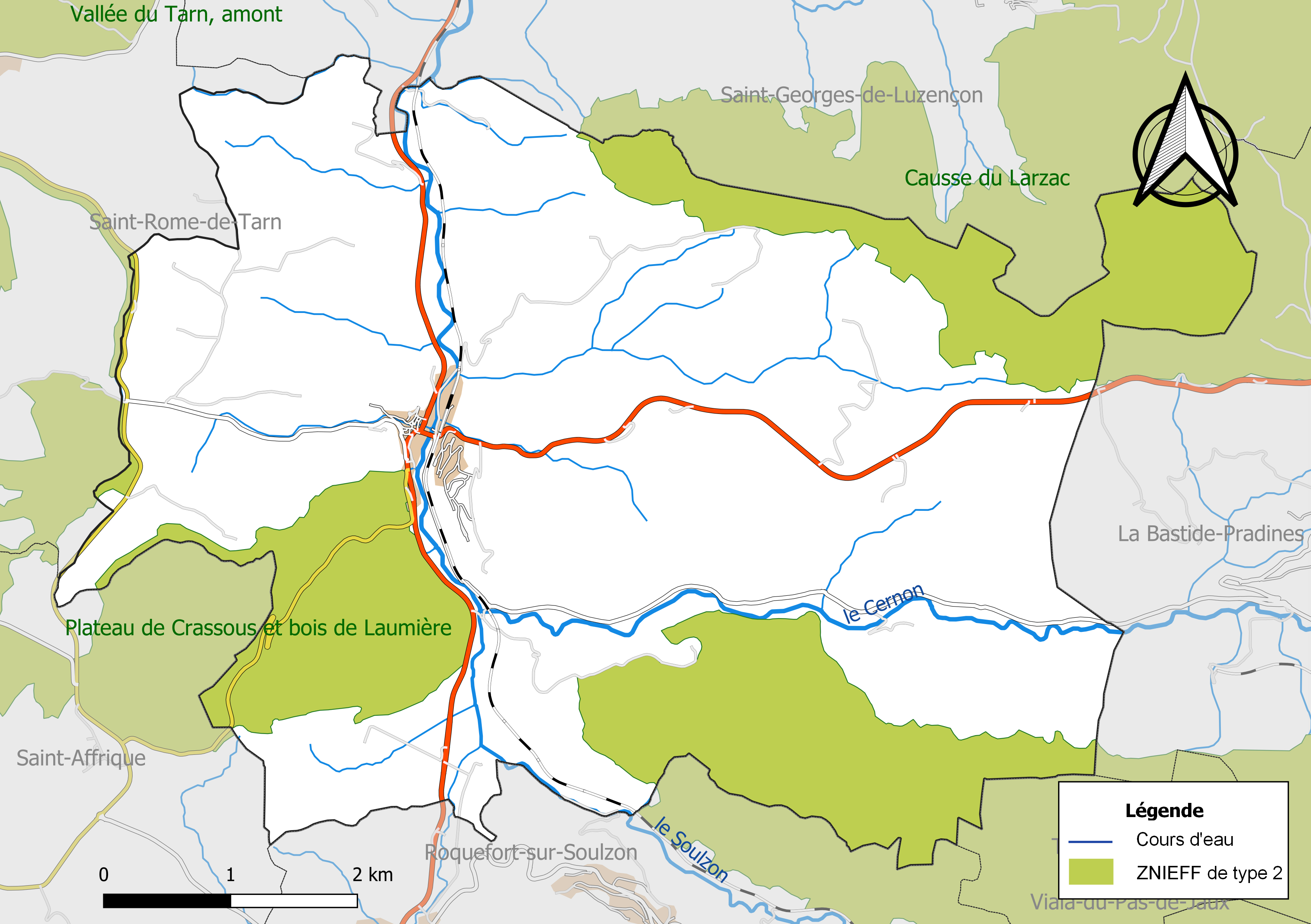
Carte des ZNIEFF de type 2 de la commune.

## Urbanisme

### Typologie
Au 1er janvier 2024, Saint-Rome-de-Cernon est catégorisée bourg rural, selon la nouvelle grille communale de densité à sept niveaux définie par l'Insee en 2022.
Elle est située hors unité urbaine. Par ailleurs la commune fait partie de l'aire d'attraction de Millau, dont elle est une commune de la couronne,. Cette aire, qui regroupe 23 communes, est catégorisée dans les aires de moins de 50 000 habitants,.

### Occupation des sols

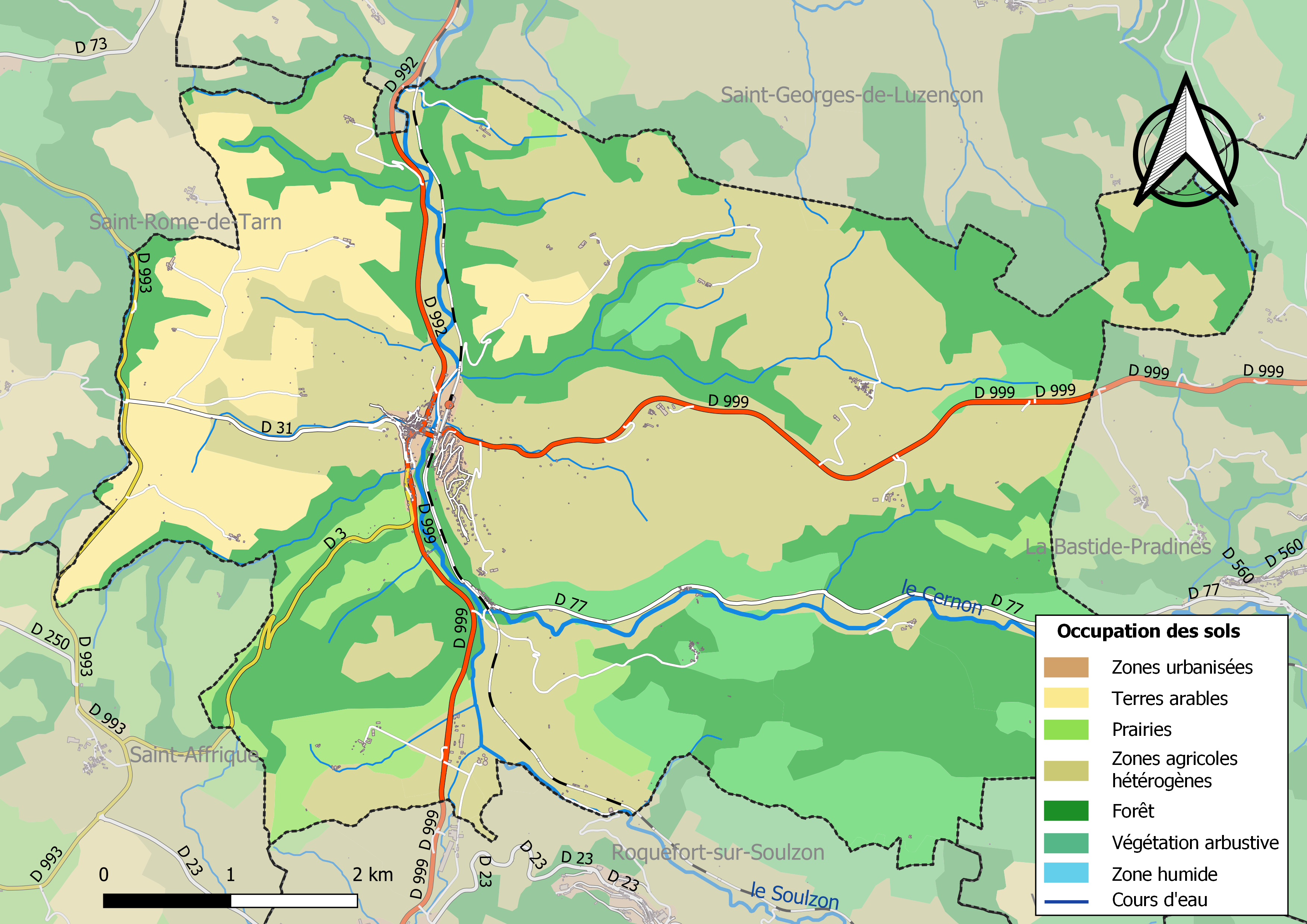
Infrastructures et occupation des sols de la commune de Saint-Rome-de-Cernon.

L'occupation des sols de la commune, telle qu'elle ressort de la base de données européenne d’occupation biophysique des sols Corine Land Cover (CLC), est marquée par l'importance des territoires agricoles (55,2 % en 2018), en diminution par rapport à 1990 (58,1 %). La répartition détaillée en 2018 est la suivante : 
forêts (36,9 %), zones agricoles hétérogènes (35,7 %), terres arables (13,4 %), milieux à végétation arbustive et/ou herbacée (6,6 %), prairies (6,2 %), zones urbanisées (1,3 %).

### Planification
La loi SRU du 13 décembre 2000 a incité fortement les communes à se regrouper au sein d’un établissement public, pour déterminer les partis d’aménagement de l’espace au sein d’un SCoT, un document essentiel d’orientation stratégique des politiques publiques à une grande échelle. La commune est dans le territoire du SCoT du Parc naturel régional des Grands Causses, approuvé le vendredi 7 juillet 2017 par le comité syndical et mis à l’enquête publique en décembre 2019. La structure porteuse est le Pôle d'équilibre territorial et rural du PNR des Grands Causses, qui associe huit communautés de communes, notamment la communauté de communes Saint Affricain, Roquefort, Sept Vallons, dont la commune est membre.
La commune disposait en 2017 d'un plan d'occupation des sols approuvé et un plan local d'urbanisme était en révision. Le zonage réglementaire et le règlement associé peuvent être consultés sur le Géoportail de l'urbanisme.

### Lieux-dits et écarts
Les lieux-dits et quartiers ruraux s'appellent : Laumière, Mas de Gaujoux, Les Aubarèdes, Carcan, Fournials, La Prade, Montclarat, Nouzet, Raspaillac, Le Moulin d'Aiguebelle, Les Egines, Blacassut, Les Clayrades, Blayac, Mélac, Les Pallies, Vialgues, Les Mazels, La Cave Haute, La Cave Basse, Mas del Camp, Dourdou, Bussac, Le Bois de Lach, Puech Ricard, Malevieille, Les Cazals, Le Caussanel.

### Voies de communication et transports

#### Axes ferroviaires
Saint-Rome-de-Cernon est desservie par des trains Intercités qui circulent entre Béziers et Saint-Chély-d'Apcher ou Clermont-Ferrand, par des trains TER Languedoc-Roussillon qui effectuent des missions entre les gares : de Béziers et de Saint-Chély-d'Apcher ou de Millau, et par des trains TER Midi-Pyrénées entre les gares : de Tournemire - Roquefort et de Millau ; de Saint-Rome-de-Cernon et de Sévérac-le-Château.

#### Axes routiers
RD 999 Nîmes Albi.
RD 992 Ancien tracé de Millau à Saint-Rome-de-Cernon (ex RN 992).
Plusieurs liaisons quotidiennes de bus LIO Occitanie - Millau Albi numéros 202 et 720.

### Risques majeurs
Le territoire de la commune de Saint-Rome-de-Cernon est vulnérable à différents aléas naturels : inondations, climatiques (hiver exceptionnel ou canicule), feux de forêts et séisme (sismicité très faible).
Il est également exposé à un risque technologique, le transport de matières dangereuses, et à un risque particulier, le risque radon,.

#### Risques naturels

Zones inondables de la commune de Saint-Rome-de-Cernon.

Certaines parties du territoire communal sont susceptibles d’être affectées par le risque d’inondation par débordement du Cernon. Les dernières grandes crues historiques, ayant touché plusieurs parties du département, remontent aux 3 et 4 décembre 2003 (dans les bassins du Lot, de l'Aveyron, du Viaur et du Tarn) et au 28 novembre 2014 (bassins de la Sorgues et du Dourdou). Ce risque est pris en compte dans l'aménagement du territoire de la commune par le biais du Plan de prévention du risque inondation (PPRI) Cernon-Soulzon, approuvé le 21 décembre 2007.
Le Plan départemental de protection des forêts contre les incendies découpe le département de l’Aveyron en sept « bassins de risque » et définit une sensibilité des communes à l’aléa feux de forêt (de faible à très forte). La commune est classée en sensibilité forte.
Les mouvements de terrains susceptibles de se produire sur la commune sont soit des mouvements liés au retrait-gonflement des argiles, soit des effondrements liés à des cavités souterraines. Le phénomène de retrait-gonflement des argiles est la conséquence d'un changement d'humidité des sols argileux. Les argiles sont capables de fixer l'eau disponible mais aussi de la perdre en se rétractant en cas de sécheresse. Ce phénomène peut provoquer des dégâts très importants sur les constructions (fissures, déformations des ouvertures) pouvant rendre inhabitables certains locaux. La carte de zonage de cet aléa peut être consultée sur le site de l'observatoire national des risques naturels Géorisques. Une autre carte permet de prendre connaissance des cavités souterraines localisées sur la commune,.

#### Risques technologiques
Le risque de transport de matières dangereuses sur la commune est lié à sa traversée par des infrastructures routières et ferroviaires importantes et la présence d'une canalisation de transport de gaz. Un accident se produisant sur de telles infrastructures est en effet susceptible d’avoir des effets graves au bâti ou aux personnes jusqu’à 350 m, selon la nature du matériau transporté. Des dispositions d’urbanisme peuvent être préconisées en conséquence.

#### Risque particulier
Dans plusieurs parties du territoire national, le radon, accumulé dans certains logements ou autres locaux, peut constituer une source significative d’exposition de la population aux rayonnements ionisants. Toutes les communes du département sont concernées par le risque radon à un niveau plus ou moins élevé. Selon le dossier départemental des risques majeurs du département établi en 2013, la commune de Saint-Rome-de-Cernon est classée à risque faible. Un décret du 4 juin 2018 a modifié la terminologie du zonage définie dans le code de la santé publique et a été complété par un arrêté du 27 juin 2018 portant délimitation des zones à potentiel radon du territoire français. La commune est désormais en zone 1, à savoir zone à potentiel radon faible.

## Toponymie
Durant la Révolution, la commune porte le nom de Fort-Cernon.

## Histoire

### Moyen Âge
Saint Rome de Cernon était déjà au Moyen Age un carrefour entre les routes de Millau à Saint Affrique puis Albi et celle ouverte par le Cernon vers Sainte Eulalie.
La seigneurie et le château n’apparaissent qu’au XIVe siècle, époque où ils appartiennent au seigneur de Caylus. Ils relevaient de la vicomté de Creissels. Le château, en haut du vieux village, fut longtemps à l’abandon. Il est en cours de restauration depuis quelques années.

### Époque contemporaine
En 1840, la commune de Montclarat (voir Montclarat), au sud-est du village, a été rattachée à Saint-Rome-de-Cernon.

## Politique et administration

### Découpage territorial
La commune de Saint-Rome-de-Cernon est membre de la communauté de communes Saint Affricain, Roquefort, Sept Vallons, un établissement public de coopération intercommunale (EPCI) à fiscalité propre créé le 1er janvier 2017 dont le siège est à Vabres-l'Abbaye. Ce dernier est par ailleurs membre d'autres groupements intercommunaux.
Sur le plan administratif, elle est rattachée à l'arrondissement de Millau, au département de l'Aveyron et à la région Occitanie. Sur le plan électoral, elle dépend du  canton de Saint-Affrique pour l'élection des conseillers départementaux, depuis le redécoupage cantonal de 2014 entré en vigueur en 2015, et de la troisième circonscription de l'Aveyron  pour les élections législatives, depuis le dernier découpage électoral de 2010.

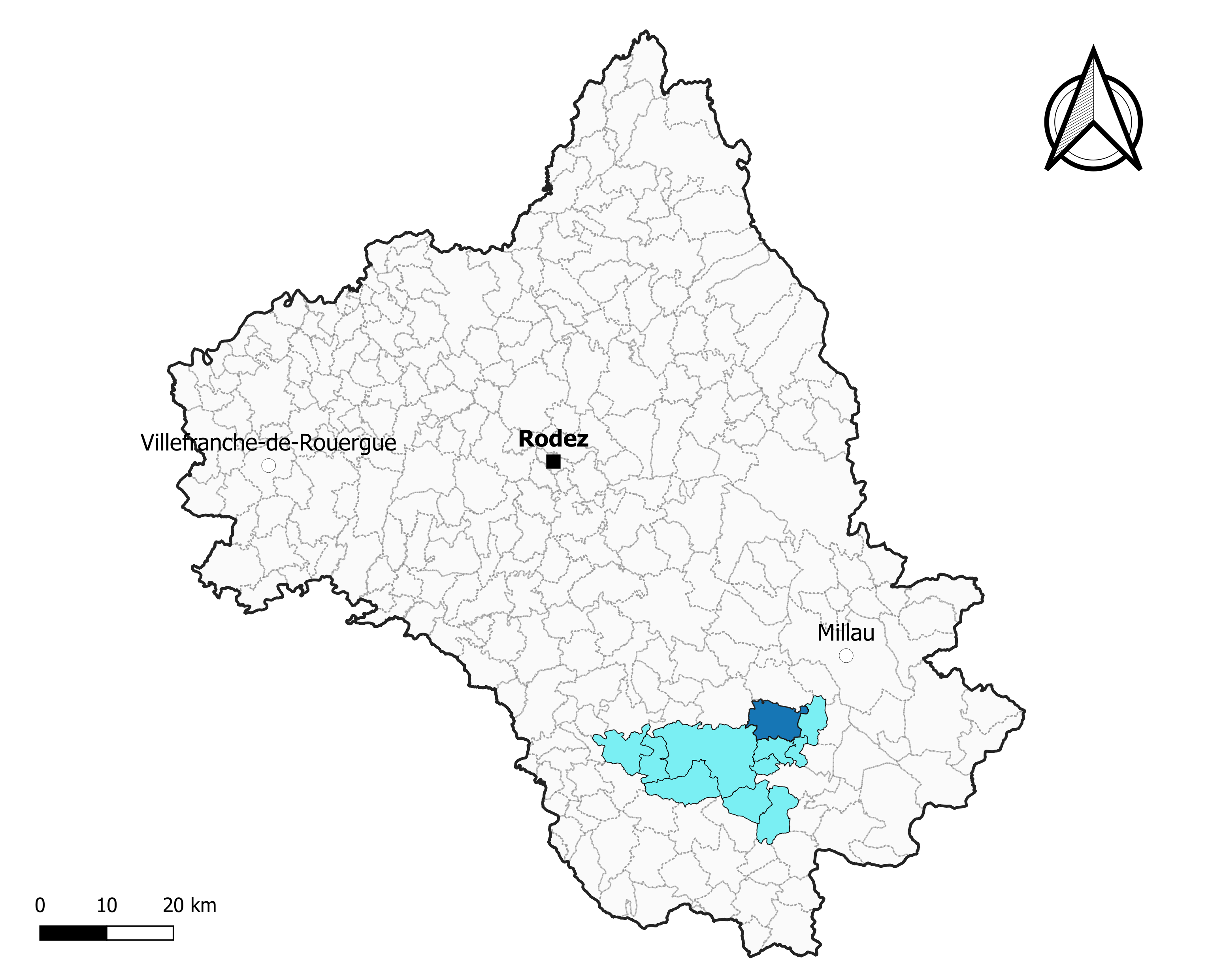
Saint-Rome-de-Cernon dans le canton de Saint-Affrique en 2020.
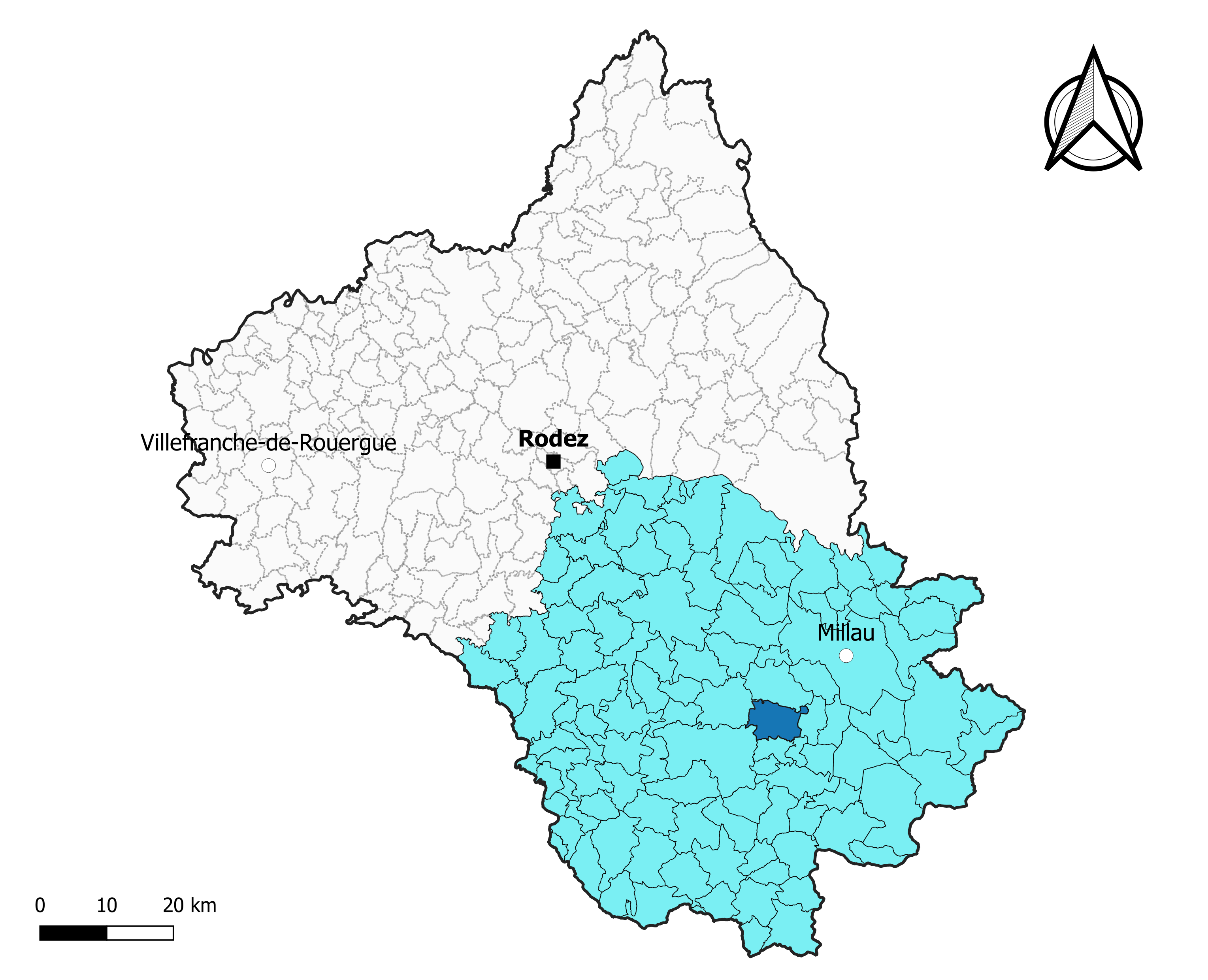
Saint-Rome-de-Cernon dans l'arrondissement de Millau en 2020.

### Élections municipales et communautaires

#### Élections de 2020
Le conseil municipal de Saint-Rome-de-Cernon, commune de moins de 1 000 habitants, est élu au scrutin majoritaire plurinominal à deux tours avec candidatures isolées ou groupées et possibilité de panachage. Compte tenu de la population communale, le nombre de sièges à pourvoir lors des élections municipales de 2020 est de 15. Sur les trente candidats en lice, quatorze  sont élus dès le premier tour, le 15 mars 2020, avec un taux de participation de 77,48 %. Le dernier  conseiller restant à élire est élu au second tour, qui se tient le 28 juin 2020 du fait de la pandémie de Covid-19, avec un taux de participation de 59 %.
Pierre Pantanella, maire sortant, est réélu pour un nouveau mandat le 3 juillet 2020.
Dans les communes de moins de 1 000 habitants, les conseillers communautaires sont désignés parmi les conseillers municipaux élus en suivant l’ordre du tableau (maire, adjoints puis conseillers municipaux) et dans la limite du nombre de sièges attribués à la commune au sein du conseil communautaire. Trois sièges sont attribués à la commune au sein de la communauté de communes Saint Affricain, Roquefort, Sept Vallons.

#### Liste des maires
| Période                                  | Période  | Identité           | Étiquette | Qualité      |
| ---------------------------------------- | -------- | ------------------ | --------- | ------------ |
| 2001                                     | 2008     | Mireille Bastide   | SE        | -            |
| 2008                                     | En cours | Pierre Pantanella, |           | Ancien cadre |
| Les données manquantes sont à compléter. |          |                    |           |              |

## Démographie
L'évolution du nombre d'habitants est connue à travers les recensements de la population effectués dans la commune depuis 1793. Pour les communes de moins de 10 000 habitants, une enquête de recensement portant sur toute la population est réalisée tous les cinq ans, les populations de référence des années intermédiaires étant quant à elles estimées par interpolation ou extrapolation. Pour la commune, le premier recensement exhaustif entrant dans le cadre du nouveau dispositif a été réalisé en 2007.

En 2022, la commune comptait 961 habitants, en évolution de +7,37 % par rapport à 2016 (Aveyron : +0,37 %, France hors Mayotte : +2,11 %).
| 1793 | 1800 | 1806  | 1821  | 1831  | 1836  | 1841  | 1846  | 1851  |
| ---- | ---- | ----- | ----- | ----- | ----- | ----- | ----- | ----- |
| 523  | 525  | 1 436 | 1 592 | 1 853 | 1 617 | 1 149 | 1 150 | 1 157 |

| 1856  | 1861  | 1866  | 1872  | 1876  | 1881  | 1886  | 1891  | 1896  |
| ----- | ----- | ----- | ----- | ----- | ----- | ----- | ----- | ----- |
| 1 141 | 1 157 | 1 188 | 1 459 | 1 193 | 1 199 | 1 393 | 1 185 | 1 095 |

| 1901  | 1906  | 1911 | 1921 | 1926 | 1931 | 1936 | 1946 | 1954 |
| ----- | ----- | ---- | ---- | ---- | ---- | ---- | ---- | ---- |
| 1 054 | 1 023 | 955  | 830  | 857  | 898  | 886  | 774  | 695  |

| 1962 | 1968 | 1975 | 1982 | 1990 | 1999 | 2006 | 2007 | 2012 |
| ---- | ---- | ---- | ---- | ---- | ---- | ---- | ---- | ---- |
| 707  | 759  | 841  | 878  | 871  | 794  | 759  | 754  | 806  |

| 2017 | 2022 | - | - | - | - | - | - | - |
| ---- | ---- | - | - | - | - | - | - | - |
| 925  | 961  | - | - | - | - | - | - | - |

## Économie

### Revenus
En 2018  (données Insee publiées en septembre 2021), la commune compte 368 ménages fiscaux, regroupant 863 personnes. La médiane du revenu disponible par unité de consommation est de 21 370 € (20 640 € dans le département).

### Emploi
| Division       | 2008  | 2013  | 2018  |
| -------------- | ----- | ----- | ----- |
| Commune        | 5,8 % | 5,3 % | 7,6 % |
| Département    | 5,4 % | 7,1 % | 7,1 % |
| France entière | 8,3 % | 10 %  | 10 %  |

En 2018, la population âgée de 15 à 64 ans s'élève à 572 personnes, parmi lesquelles on compte 79,3 % d'actifs (71,7 % ayant un emploi et 7,6 % de chômeurs) et 20,7 % d'inactifs,. Depuis 2008, le taux de chômage communal (au sens du recensement) des 15-64 ans est supérieur à celui du département, mais inférieur à celui de la France.
La commune fait partie de la couronne de l'aire d'attraction de Millau, du fait qu'au moins 15 % des actifs travaillent dans le pôle,. Elle compte 154 emplois en 2018, contre 127 en 2013 et 131 en 2008. Le nombre d'actifs ayant un emploi résidant dans la commune est de 413, soit un indicateur de concentration d'emploi de 37,1 % et un taux d'activité parmi les 15 ans ou plus de 60,7 %.
Sur ces 413 actifs de 15 ans ou plus ayant un emploi, 98 travaillent dans la commune, soit 24 % des habitants. Pour se rendre au travail, 84,4 % des habitants utilisent un véhicule personnel ou de fonction à quatre roues, 3,7 % les transports en commun, 5,4 % s'y rendent en deux-roues, à vélo ou à pied et 6,6 % n'ont pas besoin de transport (travail au domicile).

### Activités hors agriculture

#### Secteurs d'activités
71 établissements sont implantés  à Saint-Rome-de-Cernon au 31 décembre 2019. Le tableau ci-dessous en détaille le nombre par secteur d'activité et compare les ratios avec ceux du département,.
| Secteur d'activité                                                                                        | Commune | Commune | Département |
| Secteur d'activité                                                                                        | Nombre  | %       | %           |
| --- | ------- | ------- | ----------- |
| Ensemble                                                                                                  | 71      | 100 %   | (100 %)     |
| Industrie manufacturière, industries extractives et autres                                                | 10      | 14,1 %  | (17,7 %)    |
| Construction                                                                                              | 8       | 11,3 %  | (13 %)      |
| Commerce de gros et de détail, transports, hébergement et restauration                                    | 19      | 26,8 %  | (27,5 %)    |
| Information et communication                                                                              | 1       | 1,4 %   | (1,5 %)     |
| Activités financières et d'assurance                                                                      | 2       | 2,8 %   | (3,4 %)     |
| Activités immobilières                                                                                    | 4       | 5,6 %   | (4,2 %)     |
| Activités spécialisées, scientifiques et techniques et activités de services administratifs et de soutien | 7       | 9,9 %   | (12,4 %)    |
| Administration publique, enseignement, santé humaine et action sociale                                    | 11      | 15,5 %  | (12,7 %)    |
| Autres activités de services                                                                              | 9       | 12,7 %  | (7,8 %)     |

Le secteur du commerce de gros et de détail, des transports, de l'hébergement et de la restauration est prépondérant sur la commune puisqu'il représente 26,8 % du nombre total d'établissements de la commune (19 sur les 71 entreprises implantées  à Saint-Rome-de-Cernon), contre 27,5 % au niveau départemental.

#### Entreprises
Les quatre entreprises ayant leur siège social sur le territoire communal qui génèrent le plus de chiffre d'affaires en 2020 sont : 
- Arnal Et Gely, fabrication de structures métalliques et de parties de structures (2 547 k€)
- EURL Philippe Delcros, entretien et réparation de véhicules automobiles légers (225 k€)
- TPCP Aveyron, services d'aménagement paysager (107 k€)
- Chassaing Thermi Service, location de terrains et d'autres biens immobiliers (32 k€)

L'économie de la commune est caractérisée par une agriculture traditionnelle extensive basée sur l'élevage pour la production laitière de brebis destinée à la fabrication des fromages roquefort, pérail, tome et pour la production de veaux et agneaux broutards destinés à l'engraissement. Cette commune sert aussi maintenant de résidence permanente à une population importante qui a son activité professionnelle sur les communes de Millau, Saint-Affrique et le bourg de Lauras.
Marché hebdomadaire du jeudi.
Bar tabac traiteur. 
Pizzeria. 
Boulangerie associative Le Lien du Cernon.

### Agriculture
La commune est dans les Grands Causses, une petite région agricole occupant le sud-est du département de l'Aveyron. En 2020, l'orientation technico-économique de l'agriculture  sur la commune est l'élevage d'ovins ou de caprins.
|               | 1988  | 2000  | 2010  | 2020  |
| ------------- | ----- | ----- | ----- | ----- |
| Exploitations | 18    | 14    | 14    | 15    |
| SAU (ha)      | 1 705 | 1 763 | 1 869 | 2 047 |

Le nombre d'exploitations agricoles en activité et ayant leur siège dans la commune est passé de 18 lors du recensement agricole de 1988  à 14 en 2000 puis à 14 en 2010 et enfin à 15 en 2020, soit une baisse de 17 % en 32 ans. Le même mouvement est observé à l'échelle du département qui a perdu pendant cette période 51 % de ses exploitations,. La surface agricole utilisée sur la commune a quant à elle augmenté, passant de 1 705 ha en 1988 à 2 047 ha en 2020. Parallèlement la surface agricole utilisée moyenne par exploitation a augmenté, passant de 95 à 136 ha.

## Culture locale et patrimoine

### Lieux et monuments
- Église paroissiale de Saint-Rome-de-Cernon du XIXe siècle non classée de 1822 avec une statue de la Vierge Marie faite par le sculpteur Mahoux de Rodez. À l'intérieur, le sol est recouvert de mosaïques réalisées par des italiens en 1898. Dans le chœur, fresque du peintre russe Nicolaï Greschny datant de 1972 restaurée en 1999 par Monique Bonical. Baptistère en pierre de Bourgogne sculpté par un compagnon du devoir de l'institut de la pierre de Rodez. Plusieurs tableaux dont un appartenant à l'état, datant de 1850.
- Église Saint-Jean-Baptiste de Mélac.
- Église Saint-Polycarpe de Montclarat.
- Château du XIIIe siècle. Centre bourg en cours de restauration.
- Château de Mélac  Inscrit MH (1992)[68] des XIVe et XVIe siècles.
- Château de Laumière du XIXe siècle. On trouve trace de l'ancien château en 1322, époque où il était habité par Raymond de Vanco de Banc d'Anglars, puis au XVe siècle où il était propriété de la maison d'Armagnac, il passa ensuite à la maison de Morlhon, au Vernhet de Grandval et au Sambucy de Sorgue. La seigneurie de Laumière fut cédée aux Vernhet au XVIIIe siècle qui devinrent Vernhet de Laumière. Un général Vernhet de Laumière s'illustra en commandant l'artillerie de la garde impériale au Second Empire. Il mourut au Mexique au siège de Puebla en 1863. Au XIXe siècle, Maria de Sambucy l'apporta en dot au comte de Toulza. Aujourd'hui, il abrite des gîtes. L'entrée du château se fait sous une arche, surmontée de mâchicoulis, qui donne accès à l'avant du parc et de la bâtisse. La ferme attenante à la propriété ne fait plus partie du domaine mais reste active avec ses volailles, ses vaches et ses brebis.
- Château de Montclarat : Le château de Montclarat se situe à 3 km au sud est de Saint Rome de Cernon. C'est le plus ancien car Montclarat était le point central avant Saint Rome de Cernon. Il était propriété de la famille de Gozon, puis il passa successivement à la famille Tubières, aux Morlhon de Laumière, et aux Montcalm-Gozon. La demeure fut prise en 1595 par une troupe de brigands commandé par le capitaine du Vigan qui réclamèrent 4000 écus pour le rendre. Monsieur d'Arpajon obtint la restitution de ce bien après avoir rassemblé une troupe. Le village de Montclarat fut rattaché à St Rome de Cernon en 1840. On trouve des traces écrites dès 936. Le premier château est situé sur la hauteur nommée "La Pierre Plate", il fut rasé sur ordre de Richelieu en 1616. Démolition radicale, il ne reste que quelques bases de murs à cet endroit. Le "nouveau château", donjon carré, logis du XVIIe siècle.
- Les dolmens du bois de Laumière.Le Bois Grand ou bois de Laumière situé sur la commune, comprend quatre dolmens et des ruines de murs, les traces de deux fours à chaux et d'une enceinte. L'endroit est couvert de végétation, buis principalement; il est donc difficile d'y retrouver les éléments signalés par Jean Poujol soit un mur d'une vingtaine de mètres et au minimum de 80 cm d'épaisseur très bien assemblé, une enceinte non fermée, divers pans de murs, mais aucun vestige de toiture, ni tuiles ni lauze ni reste de charpente. Conclusion provisoire : Haut-Moyen Âge ou Moyen Âge. Le site se trouve sur une terrasse 70m au-dessus du Cernon.
- Le rocher de Sargels, dominant la région à 780 m d'altitude, abrite des grottes préhistoriques, estimées à cinq et datant du Neolithique à l'usage d'habitats (fragments de poteries, de pointes de flèches en bronze, bracelets...) . La légende le nomme “le tombeau des géants“ il vous réserve un panorama grandiose sur le plateau du Lévézou, le causse du Larzac occidental et le pic du Merdelou, un des plus hauts sommets de l'Aveyron .

Château de Mélac
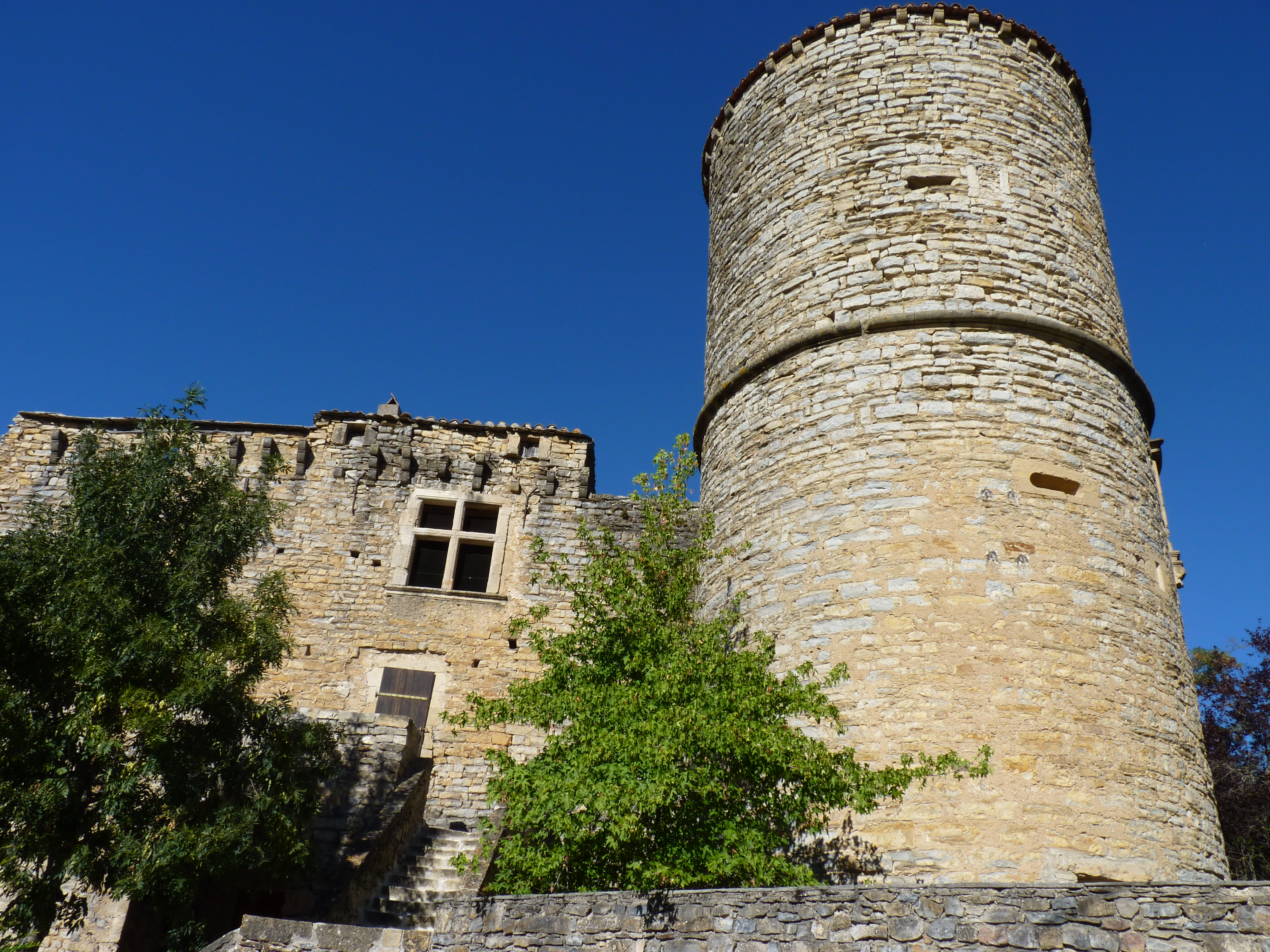
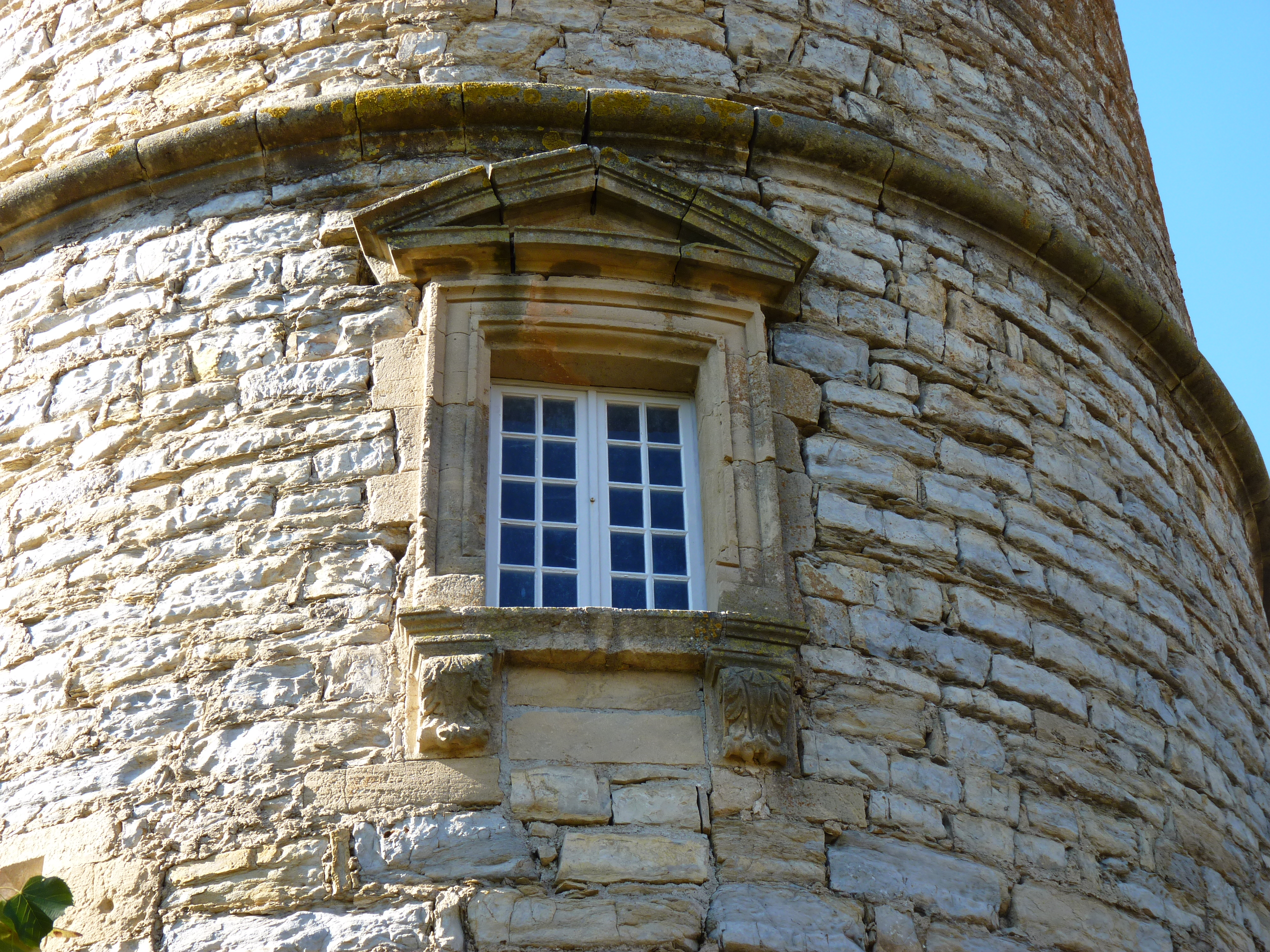
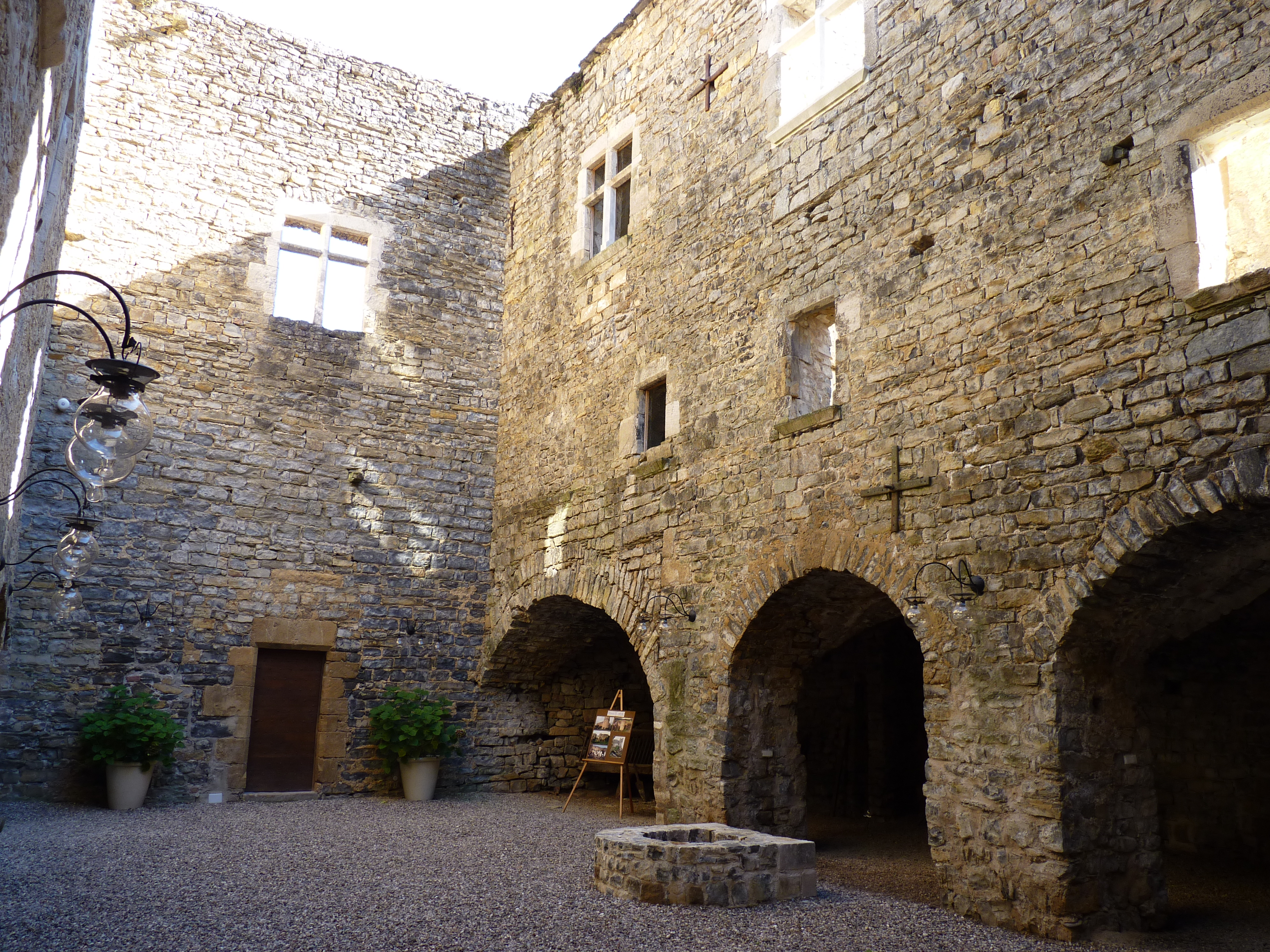

### Personnalités liées à la commune
- Jean Gaven, acteur français
- Claude Julien, ancien directeur du Monde diplomatique

### Héraldique
| Blason de Saint-Rome-de-Cernon | Parti : au 1er d'azur à la cordelière d'or, au 2e de gueules au lion d'or. |